# Iuli Kim
Iuli Txersànovitx Kim rus: Ю́лий Черса́нович Ким, nascut el 23 de desembre de 1936 a Moscou) és un poeta rus i soviètic, compositor, cantautor, guionista i membre del moviment dissident a la Unió Soviètica. Les seves cançons, que abasten tot, des de l'humor suau fins a la sàtira política mordaç, apareixen en almenys cinquanta pel·lícules soviètiques, incloent Bumbaraix, 12 cadires i Un miracle ordinari. Des del 1998 viu a Israel i ha realitzat gires periòdiques per Rússia, Europa i els Estats Units.

## Biografia
Kim va néixer el 1936 a Moscou. El seu pare era Kim Txersan (1904-1938), un traductor de coreà, i Nina Valentínovna Vsesviatskaia (1907-1974), professora de llengua i literatura russa, originària d'una família russa de metges. El seu avi, Vassili Vsesviatski, era un protoiereu de l'Església Ortodoxa Russa al raion de Jukovski, de la gubèrnia de Kaluga, que va batejar Gueorgui Júkov.
Els pares de Kim van ser víctimes de la Gran Purga de 1937 i 1938, en què el seu pare va ser executat i la seva mare va ser sentenciada com a "familiar d'un traïdor a la Pàtria" a cinc anys en un camp de treball i tres anys d'exili, de manera que Kim no la va veure fins als 9 anys.
Va ser rehabilitat durant el període del Desglaç de Khrusxov el 1958, però abans, estigué sotmesa a la llei dels "quilòmetre 101" i no va poder viure a Moscou, per la qual cosa la família de Kim es va establir a Maloiaroslàvets, a l'óblast de Kaluga. El 1951, la família es va traslladar a Turkmenistan. Kim va tornar a Moscou el 1954 per entrar a l'Institut Pedagògic de l'Estat de Moscou.
El 1969 va signar una crida a la Comissió de Drets Humans de l'ONU.
Després de tornar a Moscou, Kim va treballar com a professor d'escola i al mateix temps va participar en el moviment dissident soviètic, fet que li va costar la feina el 1968. Posteriorment, Kim es va guanyar la vida escrivint cançons per a obres de teatre i pel·lícules, així com publicant obres sota el pseudònim Iu. Mikhailov, que va usar fins al 1986. Al mateix temps, mentre no va tenir permís per fer concerts, va continuar cantant de manera clandestina.
Amb l'arribada de la glàsnost, Kim finalment va poder actuar legalment. Des de la ruptura de la Unió Soviètica, ha estat aclamat al llarg del món de parla russa i ha actuat en nombrosos llocs a Rússia, Europa i els Estats Units. Ha rebut nombrosos premis, com ara el Premi Bulat Okudjava de la Federació de Rússia.
En l'actualitat, la discografia de Iuli Kim inclou més de 20 títols en CD, cinta d'àudio i vídeo i DVD. Les seves cançons han estat incloses en gairebé totes les antologies de la cançó de l'autor, així com a moltes antologies de la poesia russa moderna.
La seva primera esposa fou Irina Iakir - neta del comandant de l'Exèrcit Roig Iona Iakir. Es van casar el 1966, i el 1998 van emigrar a Israel. Després de la mort d'Irina el 1999, Kim es va casar amb Lídia Lugòvaia, amiga íntima d'Irina des de l'escola. En l'actualitat divideix el seu temps entre Jerusalem i Moscou.

## Filmografia seleccionada
| Any  | Pel·lícula                         | Nom original                        | Contribució                        |
| ---- | ---------------------------------- | ----------------------------------- | ---------------------------------- |
| 1963 | Carrer de Newton, casa 1           | Улица Ньютона, дом 1                | Lletra, veu, actor (no acreditat)  |
| 1969 | Al llac                            | У озера                             | Lletra                             |
| 1971 | Bumbaraix                          | Бумбараш                            | Lletra                             |
| 1976 | 12 cadires                         | 12 стульев                          | Lletra                             |
| 1977 | Sobre la Caputxeta Vermella        | Про Красную Шапочку                 | Lletra                             |
| 1978 | Reis i cols                        | Короли и капуста                    | Lletra i veu                       |
| 1978 | Cinc vespres                       | Пять вечеров                        | Lletra                             |
| 1978 | Un miracle ordinari                | Обыкновенное чудо                   | Lletra                             |
| 1979 | Barba molt blava                   | Очень синяя борода                  | Lletra                             |
| 1982 | Conte d'aventures                  | Сказка странствий                   | Lletra                             |
| 1982 | Allà, en camins desconeguts ...    | Там, на неведомых дорожках...       | Lletra                             |
| 1984 | Pippi Calcesllargues               | Пеппи Длинныйчулок                  | Lletra i veu                       |
| 1984 | Fórmula d'amor                     | Формула любви                       | Lletra                             |
| 1984 | Feu riure un pallasso              | Рассмешите клоуна                   | Lletra i veu                       |
| 1985 | Dijous, després de la pluja        | После дождичка в четверг            | Guió, lletra, actor (no acreditat) |
| 1987 | L'home del bulevard dels Caputxins | Человек с бульвара Капуцинов        | Lletra                             |
| 1988 | Un, dos - no hi ha cap problema!   | Раз, два — горе не беда!            | Guió, lletra, actor                |
| 1988 | El cor d'un gos                    | Собачье сердце                      | Lletra                             |
| 1991 | Ombra, o potser, tot estаrà bé     | Тень, или Может быть, всё обойдётся | Lletra                             |
| 2002 | El metge involuntari               | Лекарь поневоле                     | Música, lletra i veu               |
| 2010 | L'aneguet lleig                    | Гадкий утёнок                       | Lletra                             |